# Wapen van Brantgum

Wapen van Brantgum

Het wapen van Brantgum is het dorpswapen van het Nederlandse dorp Brantgum, in de Friese gemeente Noardeast-Fryslân. Het wapen werd in 1988 geregistreerd.

## Beschrijving
De blazoenering van het wapen luidt als volgt:
In zilver een rechterschuinbalk, linksboven vergezeld van een lelie en rechtsonder van een zesspakig rad, alles van keel, de balk beladen met een penseel van goud met de steel naar beneden gericht.
De heraldische kleuren zijn: zilver (zilver), keel (rood) en goud (goud).

## Symboliek
- Rode schuinbalk: verwijst naar de golvende schuinbalk van het wapen van Westdongeradeel, de gemeente waar het dorp eertijds tot behoorde.[3] Tevens staat het voor de Dokkumerwei die het dorp doorkruist.[3]
- Fleur de lis: ontleend aan het wapen van het geslacht Rinnerda of Rennerda dat de plaatselijke Rennerdastate bewoonde.[3]
- Penseel: verwijzing naar schilder Ids Wiersma die in Brantgum geboren is. Daar een schilder met olieverf naar boven werkt, is de steel naar beneden gericht.[3]

Rad: attribuut van de heilige Catharina van Alexandrië, patroonheilige van de kerk van Brantgum.